# Velká Ves (Broumov)
Velká Ves, dříve též Velkoves (německy Grossdorf) je část města Broumov v okrese Náchod. Nachází se na východě Broumova. Prochází zde silnice II/302. V roce 2009 zde bylo evidováno 333 adres. V roce 2001 zde trvale žilo 1496 obyvatel.
Velká Ves leží v katastrálním území Velká Ves u Broumova o rozloze 8,22 km2.